# Gens Cornelia

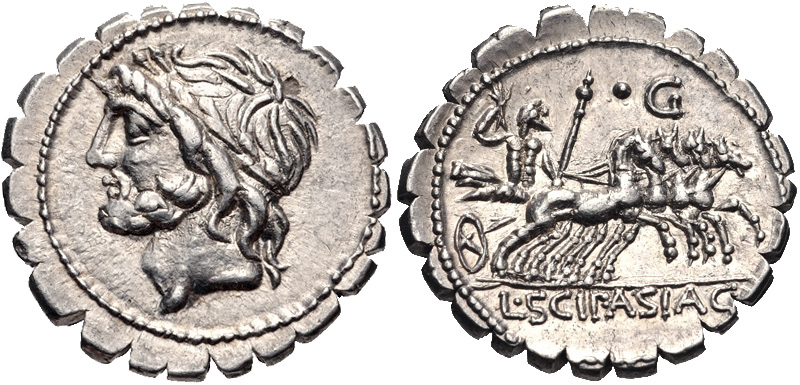
Denario con la efigie del cónsul romano Lucio Cornelio Escipión Asiático

La gens Cornelia fue una de las principales familias patricias de la Antigua Roma. Su primera aparición en los fastos consulares es 485 a. C. solo veinticinco años después de la fundación de la República romana.

## Características y familias
Junto con otras gentes, las ramas patricias de los Cornelios formaban un grupo aristocrático dentro del patriciado llamado "gentes maiores"  
Las principales ramas patricias de la familia llevaban los cognomina Arvina, Blasión, Cetego, Cinna (o Cina), Coso, Dolabela, Escapula, Escipión, Léntulo, Maluginense, Mamula, Merenda, Merula, Rufino, Sisenna (o Sisena), Pudens y Sila, entre muchas otras. Las ramas plebeyas principales fueron Balbo y Galo, aunque algunas no llevaron cognomen.
La familia de Sila, descendiente de la rama de los Cornelios Rufinos, pertenecía a esta gens. También pertenecen a esta gens los Escipiones, los Lentulos, los Cossos.
Muchos miembros de la gens Cornelia, más de 1200 alcanzaron las diferentes magistraturas durante la República, siendo la Gens más importante y numerosa de la vida pública y religiosa de Roma.

## República
| Nombre                                  | Cargo                                                                 | Año                   |
| --------------------------------------- | --------------------------------------------------------------------- | --------------------- |
| Servio Cornelio Maluginense             | Político, militar y cónsul romano                                     | siglo V a. C.         |
| Publio Cornelio Escipión                | Militar y estadista romano, padre de Escipión el Africano             | siglo III a. C.       |
| Lucio Cornelio Escipión Barbato         | Uno de los dos cónsules romanos de 298 a. C.                          | siglo III a. C.       |
| Escipión el Africano                    | General romano, hijo de Publio Cornelio Escipión                      | 236 a. C. - 183 a. C. |
| Lucio Cornelio Escipión Asiático        | Militar romano hermano de Escipión el Africano                        | ? - 183 a. C.         |
| Publio Cornelio Escipión Nasica         | Cónsul de la República Romana en el 191 a. C.                         | 227 a. C. - 171 a. C. |
| Publio Cornelio Escipión Nasica Córculo | Político y militar romano, hijo de Publio Cornelio Escipión Nasica    | ? - 141 a. C.         |
| Cayo Cornelio Galo                      | Poeta y militar romano y el primer procónsul de Egipto                | 70 a. C. - 26 a. C.   |
| Lucio Cornelio Escipión Asiático        | Político y militar romano                                             | siglo I a. C.         |
| Lucio Cornelio Sila                     | Cónsul y dictador romano                                              | siglo I a. C.         |
| Lucio Cornelio Balbo el Mayor           | Político y gobernante hispano                                         | siglo I a. C.         |
| Lucio Cornelio Balbo el Menor           | Militar y político hispano, sobrino de Lucio Cornelio Balbo el Mayor. | siglo I a. C.         |
| Publio Cornelio Léntulo Espínter        | Político                                                              | siglo I a. C.         |
| Cneo Cornelio Léntulo Marcelino         | Estadista                                                             | siglo I a. C.         |
| Lucio Cornelio Léntulo Crus             | Cónsul romano                                                         | siglo I a. C.         |

## Imperio
| Nombre                     | Cargo                                          | Año       |
| -------------------------- | ---------------------------------------------- | --------- |
| Publio Cornelio Escipión   | Cónsul romano                                  |           |
| Fausto Cornelio Sila Felix | Cónsul romano, hermanastro de Valeria Mesalina |           |
| Julia Cornelia Paula       | Noble dama romana                              | siglo III |